# Карточная масть

Четыре масти французских игральных карт, используемые в англоговорящих странах: вини (пики) (♠), черви (♥), бубны (♦) и трефы (♣).

Карточная масть — одна из четырёх категорий, на которые делятся карты в колоде. Чаще всего каждая карта имеет один из нескольких символов, показывающих, к какой масти она относится. В качестве альтернативы или в дополнение масть может выделяться отдельным цветом при печати карт. Большинство карточных колод устанавливает также ранг каждой карты и может содержать специальные карты в колоде, которые не имеют масти, чаще всего их называют джокерами.

## Традиционные западные игральные карты

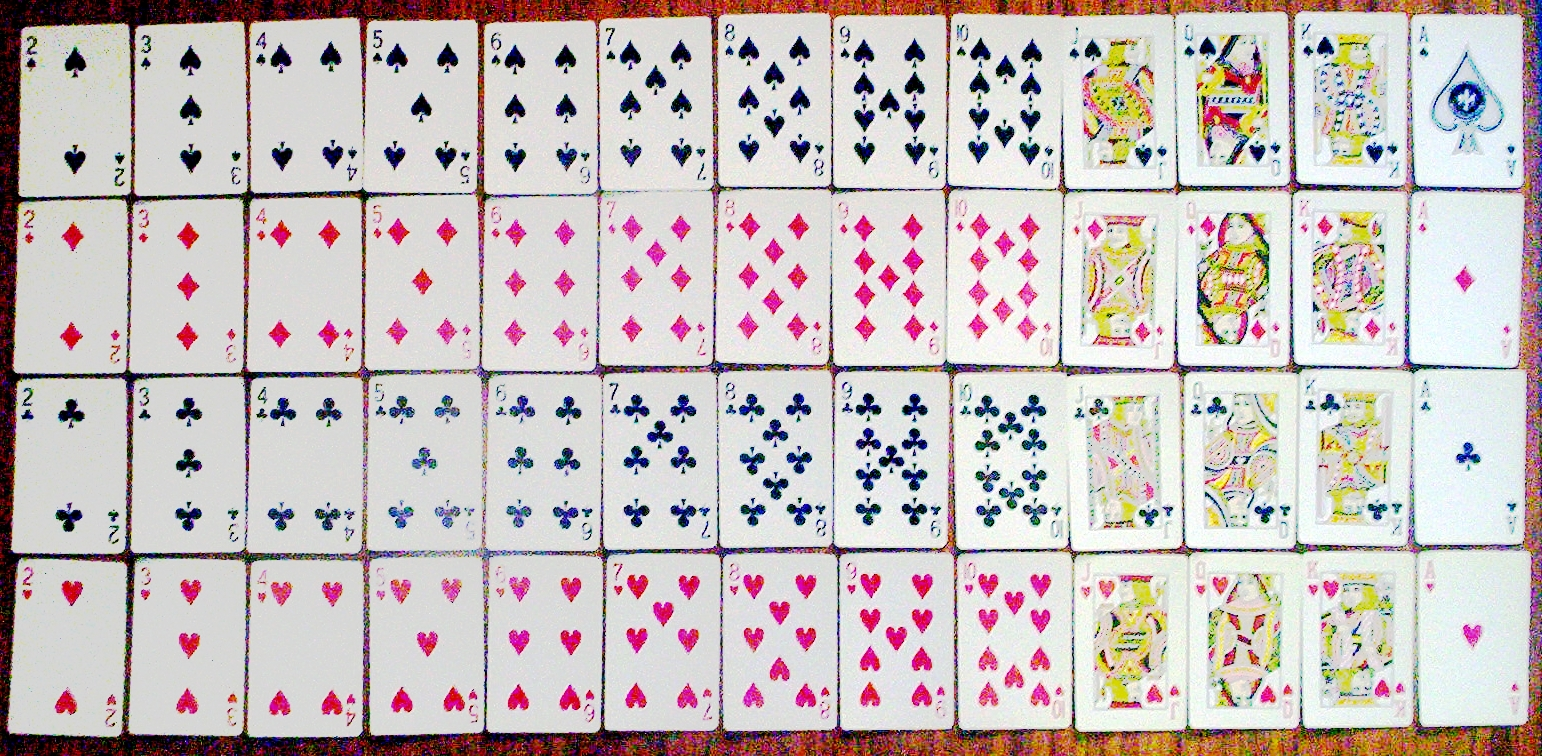
Комплект из 52 игральных карт.

С XIV века, когда появились игральные карты, и по настоящее время в Европе использовались различные виды колод. И сейчас в разных регионах применяются разные типы колод, но почти все они имеют следующие общие характеристики:
- Во всех колодах используются ровно четыре масти (иногда плюс несколько карт без масти).
- Цифры и другие символы указывают, какие карты внутри масти «старше», «выше» или «более значимы», чем другие.
- Для каждого ранга внутри любой масти существует ровно одна карта.

Разница между европейскими колодами состоит, в основном, в количестве карт каждой масти, например:
- 13 в самой распространённой французской колоде,
- 14 в игре «французский таро»,
- 8 в некоторых играх в Германии и Австрии,
- 10 в Испании и Италии,
- 50 в венгерских иллюстрированных картах Таро, плюс включение или исключение дополнительных серий из (обычно) 21 нумерованных карт, известных как таро или козыри. Иногда их считают как пятую масть, но более правильно их следует рассматривать как группу специальных карт без масти, чтобы определить то, что известно как колода Таро.
- Масти испанской колоды являются самыми древними мастями, используемыми в картах Таро для гадания, эти масти нашли в старых сохранившихся колодах.
- Масти французской колоды стали популярными в основном из-за того, что карты с этими мастями были дешевле в изготовлении. Традиционные масти требовали изготовления гравюр на дереве для каждой карты, а во французских мастях большая часть карт содержала только «значки», которые можно изготовить через трафареты. Только «старшие» карты с человеческими фигурами требовали изготовления гравюр при печатании.
- Масти во всех четырёх основных европейских колодах — итало-испанской, латинской-Таро, немецкой и французской — первоначально приравнивались к четырём основным феодальным классам: военные, духовенство, купечество и крестьянство[источник не указан 4749 дней].

В нижеследующей таблице представлены эквиваленты между различными названиями и образцами, используемыми для мастей в традиционных колодах в различных частях Европы. Все особенности каждой страны показать не удалось (например, во Франции и Дании в колоде Таро 78 карт, но они используют знакомые червы, бубны, пики и трефы), но французская колода известна во всех странах, и именно она используется в распространённых играх типа бриджа.
Четыре стандартных символа мастей впервые были использованы на французских игральных картах, сделанных в Руане и Лионе в XV в., примерно в то время, когда началось массовое производство игральных карт методом ксилографии.
Трефы называют также клевера или цветы. Значок треф, как считается, произошёл от немецкой масти желудей.
В Германии пики были символом, связанным с лезвием лопаты. Английский термин «spade» изначально не относился к инструменту (лопате), а произошёл от итальянского слова spada = меч, от названия итало-испанской масти. Позже символ был заменён на лопату, чтобы избежать путаницы. В Германии и Голландии масть называлась соответственно Schüppen и schoppen (ковш). В некоторых районах Англии, например, в Западном Мидланде, масть иногда называется «капуста» или «капустный лист», что указывает на прямую связь с немецким названием масти «листья».

### Таблица перевода
| Традиционные западные игральные карты                              | Традиционные западные игральные карты                                                        | Традиционные западные игральные карты                                                                    | Традиционные западные игральные карты                                                                   | Традиционные западные игральные карты |  |
| Национальная культура                                              | Масть                                                                                        | Масть | Масть                                                                                                   | Масть |  |
| ------------------------------------------------------------------ | -------------------------------------------------------------------------------------------- | --- | --- | --- |  |
| Французская колода                                                 | Червы (♥) (Hearts, Cœurs, Copas, Corazones, Herz, Hjärter, Srdce, Hjarta, Harten, Cuori, Cơ) | Бубны (♦) (Diamonds, Carreaux, Diamantes, Kára, Karo, Ouros, Ruter, Squares, Tigull, Ruiten, Quadri, Rô) | Трефы (♣) (Clubs, Clovers, Klöver, Kreuz, Kříže, Paus, Tréboles, Trèfles, Lauf, Klaveren, Fiori, Chuồn) | Пики (♠) (Spades, Espadas, Listy/Piky, Picas, Pik, Pikes, Piques, Spader, Spadi, Schoppen, Picche, Bích) |  |
| Немецкая колода                                                    | Сердца (Herz)                                                                                | Бубенцы (Schellen, Kule)                                                                                 | Жёлуди (Eichel, Žaludy)                                                                                 | Листья, трава или зелень (Laub, Gras, Blau, Grün, Blatt, Zelený) |  |
| Швейцарская колода                                                 | Розы (Rosen)                                                                                 | Бубенцы (Schellen)                                                                                       | Жёлуди (Eicheln)                                                                                        | Щиты (Schilten) |  |
| Итало-испанская или латинская колода (Показаны знаки из Пьяченцы.) | Кубки (Coppe / Copas)                                                                        | Монеты (Denari / Oros)                                                                                   | Палицы Палицы (Bastoni / Bastos)                                                                        | Мечи (Spade / Espadas) |  |
| Испанская колода                                                   | Кубки (Copas)                                                                                | Монеты (Oros)                                                                                            | Палицы (Bastos)                                                                                         | Мечи (Espadas) |  |
| Североитальянская колода                                           | Кубки (Coppe / Copas)                                                                        | Монеты (Denari / Oros)                                                                                   | Палицы (Bastoni / Bastos)                                                                               | Мечи (Spade / Espadas) |  |
| Карты Таро (Марсельское Таро/Таро Райдера — Уэйта)                 | Кубки                                                                                        | Пентаграммы, Монеты, Кольца, Диски, Пентакли                                                             | Жезлы, Палицы, Пуговицы или Посохи                                                                      | Мечи |  |
| Феодальный класс/каста                                             | Духовенство (брахманы)                                                                       | Купечество (вайшьи)                                                                                      | Крестьянство (шудры)                                                                                    | Военные (кшатрии) |  |
| Стихия                                                             | Вода                                                                                         | Земля | Огонь                                                                                                   | Воздух |  |
| Ассоциации в карточных гаданиях (зависят от системы карт)          | Любовь, эмоции или духовность.                                                               | Материальные ценности и физическое благополучие.                                                         | Государство, работа, служба. Творческий энтузиазм, энергия.                                             | Рациональный разум, ссоры, проблемы. |  |
| Чёрные символы Юникода (с HTML именами)                            | ♥ U+2665 (♥)                                                                                 | ♦ U+2666 (♦)                                                                                             | ♣ U+2663 (♣)                                                                                            | ♠ U+2660 (♠) |  |
| Белые символы Юникода                                              | ♡ U+2661                                                                                     | ♢ U+2662                                                                                                 | ♧ U+2667                                                                                                | ♤ U+2664 |  |
| Албанская                                                          |                                                                                              | | | Maçet/Macet — кошки |  |
| Армянская                                                          | ♥ Սիրտ (sirt, sird) — сердце; Փոսիկ (pʰosik, posig) — ямка                                   | ♦ Ագուռ (aguṙ, akuṙ) — алмаз; Քարփինջ (kʰærpʰinʤ, kʰarpʰinʧ) — кирпич                                    | ♣ Խաչ (χač) — крест                                                                                     | ♠ Աևադ (A'evad), Ագռավ (agṙav, akṙav) — ворона; Ղառ (ʁаṙ) — гар(ҕарр) |  |
| Афганская                                                          | ♥ لعل (lal) — рубин                                                                          | ♦ خشت (khesht) — кирпич                                                                                  | ♣ پشه (pasha) — комар                                                                                   | ♠ قره (qara) |  |
| Белорусская                                                        | чырвы                                                                                        | звонкі                                                                                                   | трэфы, жалуды/жолудзі                                                                                   | віны |  |
| Бенгальская                                                        | Horoton                                                                                      | Ruiton                                                                                                   | Chiriton                                                                                                | Ishkapon |  |
| Болгарская                                                         | Купа                                                                                         | Каро | Спатия или Трефа — французская транскрипция                                                             | Пикa — французская транскрипция |  |
| Венгерская                                                         | kőr                                                                                          | káró | treff                                                                                                   | pikk — французская транскрипция |  |
| Вьетнамская                                                        | Cơ                                                                                           | Rô | Chuồn                                                                                                   | Bích |  |
| Германская                                                         | Herz — сердца                                                                                | Karo или Eckstein — ромбы или угловые камни                                                              | Kreuz или Treff — кресты                                                                                | Pik — пики, копья (в Швейцарии Schaufel — лопата) |  |
| Греческая                                                          | Κούπες (Coupes) — кубки                                                                      | Καρό (Caro) — квадратная сетка                                                                           | Σπαθιά (Spathia) — мечи                                                                                 | Μπαστούνια (Bastounia) — трости |  |
| Грузинская                                                         | ♥️ გული (guli, сердце)                                                                       | ♦️ აგური (aguri, кирпич)                                                                                 | ♣️ ჯვარი (jvari, крест)                                                                                 | ♠️ ყვავი (q'vavi, ворона) |  |
| Датская                                                            | ♥ Hjerter (всегда во множественном числе)                                                    | ♦ Ruder                                                                                                  | ♣ Klør                                                                                                  | ♠ Spar |  |
| Еврейская (всегда в единственном числе)                            | לב (Lev, сердце)                                                                             | יהלום (Yahalom, алмаз); также מעוין Meu’yan, ромб                                                        | תלתן (Tiltan, клевер)                                                                                   | עלה (́Ale, лист) |  |
| Индонезийская                                                      | Hati — Любовь                                                                                | Tahu — Тофу или Wajik — Рисовый торт                                                                     | Keriting — Волнистый или Cengkir — Клевер                                                               | Sekop — лопата |  |
| Исландская                                                         | Hjarta                                                                                       | Tigull — черепица, половая плитка                                                                        | Lauf — листья                                                                                           | Spaði |  |
| Испанская                                                          | Corazones — сердца                                                                           | Diamantes — алмазы                                                                                       | Tréboles — клевер                                                                                       | Picas — пики, копья |  |
| Итальянская                                                        | Cuori — сердца                                                                               | Quadri — квадраты                                                                                        | Fiori — цветы                                                                                           | Picche — пики, копья |  |
| Киргизская                                                         | «ача» — развилина, раздвоенный. «Журөк» — сердце;                                            | «момун» — спокойный, тихий «кирпич»                                                                      | «чырым» — крестовидный                                                                                  | «карга» — ворон, «карагат» — Смородина |  |
| Китайская                                                          | 紅心 — Красное сердце                                                                        | 方塊 — Квадрат или 階磚 — Кирпич                                                                         | 梅花 — слива                                                                                            | 黑桃- Чёрный персик или 葵扇 традиционный веер такой формы из засушенных растений. |  |
| Латвийская                                                         | Ercens                                                                                       | Kāravs                                                                                                   | Kreicis                                                                                                 | Pīķis |  |
| Литовская                                                          | Širdys — сердца                                                                              | Būgnai — барабаны                                                                                        | Kryžiai — кресты | Vynai — Вина |  |
| Македонская                                                        | Срце — сердце (всегда в единственном числе)                                                  | Баклава (Пахлава, из-за её формы) или Каро (от нем. Karo / фр. Carreau)                                  | Детелина — клевер (всегда в единственном числе)                                                         | Лист (всегда в единственном числе) |  |
| Нидерландская                                                      | Harten — сердца                                                                              | Ruiten — Ромбы (Во Фландрии их иногда называют Koeken: Печенье)                                          | Klaveren — Клевер                                                                                       | Schoppen — Лопаты |  |
| Норвежская (всегда во множественном числе)                         | Hjerter — сердца                                                                             | Ruter — квадраты                                                                                         | Kløver — клевер                                                                                         | Spar — лопаты |  |
| Персидская (всегда в единственном числе)                           | دل — Сердце                                                                                  | خشت — Саман                                                                                              | گشنیز — Кориандр                                                                                        | پیک или اسپیک |  |
| Польская                                                           | Kier — французская транскрипция, или Serce — сердце, или Czerwień — краснота, красный цвет   | Karo — французская транскрипция, или Dzwonek — звонок                                                    | Trefl — французская транскрипция, или Żołądź — жёлудь                                                   | Pik -французская транскрипция, или Wino — вино |  |
| Португальская                                                      | Copas — кубки                                                                                | Ouros — золотые монеты                                                                                   | Paus — посохи, палицы                                                                                   | Espadas — мечи |  |
| Румынская                                                          | ♥Roşu — красный или inimă — сердца                                                           | ♦Caro или Romb                                                                                           | ♣Treflă — клевер                                                                                        | ♠Inimă neagră — Чёрное сердце или Pică — пики, копья |  |
| Русская                                                            | Черви, червы (от: червонный — красный или золотой)                                           | Бубны или Буби (от: бубенцы, бубенчики)                                                                  | Трефы (французская транскрипция) или крести (от: кресты)                                                | Пики (одновременно и французская транскрипция, и от оружия: пики, это слово заимствовано независимо), также в некоторых областях (Рязанской, Владимирской, Архангельской) — вини (от формы, похожей на виноградные листья). |  |
| Тайская                                                            | โพธิ์แดง — Красные листья Бодхи                                                                | ข้าวหลามตัด — Ромб                                                                                         | ดอกจิก — клевер                                                                                          | โพธิ์ดำ — Чёрные листья Бодхи |  |
| Турецкая                                                           | kupa — кубки (первоначально кубок)                                                           | Karo — квадраты, соты                                                                                    | Sinek — мухи (первоначально только муха)                                                                | Maça — пики, копья |  |
| Узбекская                                                          | Юрак, Олма, Топпон                                                                           | Ғишт, Ғиштин                                                                                             | Чил, Чиллик                                                                                             | Қарға |  |
| Украинская                                                         | укр. Чирва                                                                                   | укр. Бубна; иногда укр. Дзвінка (от укр. дзвін — бубенцы)                                                | укр. Жир; укр. Трефа; укр. Хрест                                                                        | укр. Вино; укр. Піка |  |
| Финская                                                            | Hertta — сердце                                                                              | Ruutu — квадраты, черепица                                                                               | Risti — кресты                                                                                          | Pata — горшок |  |
| Французская                                                        | Cœur — сердце                                                                                | Carreau — квадраты, соты                                                                                 | trèfle Клевер                                                                                           | Pique — пики, копья |  |
| Чешская                                                            | Srdce                                                                                        | Kára | Kříže — Кресты                                                                                          | Piky |  |
| Чувашская                                                          | Чӗре — сердце                                                                                | Кирпӗч                                                                                                   | Хӗрес — крест                                                                                           | Курак — грач, или Пиккӑ |  |
| Шведская                                                           | Hjärter — сердца                                                                             | Ruter — квадраты                                                                                         | Klöver — клевер                                                                                         | Spader — пики |  |
| Эстонская                                                          | Ärtu (сердца)                                                                                | Ruutu (бриллианты)                                                                                       | Risti (кресты)                                                                                          | Poti (ковши) |  |
| Японская                                                           | ハート (hāto: сердца)                                                                        | ダイヤ (daiya: алмазы)                                                                                   | クラブ (kurabu: палицы) или クローバー (kurōbā: клевер)                                                 | スペード (supēdo: пики) |  |

### Козыри
В популярной и большой категории карточных игр со взятками, традиционно называемых играми в стиле «вист», хотя самым известным примером является бридж, одна из мастей в каждом коне игры назначается козырем. Все карты козырной масти получают ранг выше остальных некозырных мастей и автоматически превалируют над ними, уступая только старшим козырям, борющимся за взятку.

### Особые масти
В некоторых играх одна или более мастей являются особыми или отличаются от остальных. Простой пример — игра «Пики», в которой пиковая масть всегда является козырем.
Более сложный пример — игра «Червы», в которой игрок должен избегать взяток, содержащих червовую масть. В распространённых правилах игры «Черви» (правила слегка варьируются) дама пик и двойка треф (иногда также бубновый валет) обладают особым свойством, в результате все четыре масти имеют различную стратегическую стоимость.
Также нетривиальный пример — игра «Козёл», где к особой козырной масти относятся не только все трефы, но и валеты и дамы всех мастей, причём порядок старшинства карт козырной масти немного отличается от такового для некозырной масти. Таким образом, из 36 карт обычные масти имеют по 7 карт, а козырная — 15 карт.

### Старшинство мастей
В некоторых играх правила устанавливают старшинство мастей. Примером являются игры с торгом, типа бриджа, потому что если один игрок обещает сделать определённое число взяток на червах, а другой — такое же количество взяток на бубнах, то должен существовать механизм выбора предпочтения.
Поскольку нет стандартного правила упорядочения мастей, то в каждой игре, где есть такая необходимость, делаются свои соглашения. Однако, распространённость бриджа[где?] создаёт предпосылки для того, чтобы его упорядоченность de facto стала стандартом.
В самых распространённых в России карточных играх со взятками порядок мастей (от старшей к младшей) таков:
- Преферанс: игра без козыря, черви, бубны, трефы, пики. Старшинство мастей используется только для торга за прикуп, никаких козырей на этом этапе игры нет.
- Бридж (для торга и подсчёта очков) и иногда в покере: пики, черви, бубны, трефы
- Козёл (касается только дам и валетов) — трефы, пики, черви, бубны
- «500»: черви, бубны, трефы, пики (для торга и подсчёта очков)
- Тысяча: черви, бубны, трефы, пики.
- «Девяносто девять»: трефы, черви, пики, бубны (предположительно, используется мнемоника, поскольку масти в таком порядке состоят из 3, 2, 1, 0 долей соответственно)
- Скат или «Sheepshead» (бараньи головы): трефы, пики, черви, бубны (для торга и в игре, для определения, какой Джек старше)
- «Большая двойка»: пики, черви, трефы, бубны (поочерёдные цвета)

## Использование в метафорах
- В некоторых карточных играх карточные масти имеют порядок старшинства: трефы (самый низкий) — бубны — черви — пики (самый высокий). Это привело к выражению «в пиках», используемое в значении «больше, чем ожидалось, в изобилии, очень много»[4][неавторитетный источник].
- Многие выражения появились из бриджа и ему подобных игр, например, «сильная масть» (используется для ссылки на любую сферу человеческого достоинства) и «следовать за мастью» (в смысле «идти вместе с толпой»).
- Осведомлённость о масти бубен привела к тому, что слово «бубна» стало иметь смысл ромба или квадрата, стоящего углом, и к появлению выражения «бейсбольная бубна» (для обозначения бейсбольного поля).
- Символ червей, будучи аналогом знака «сердце», часто используется для обозначения любви.

## В художественной литературе
- Сюжет фантастического рассказа Чайны Мьевиля «Дама пчёл» (The Dowager of Bees, 2015) построен на том, что во время карточной игры в обычной колоде изредка появляются карты «скрытых мастей» сверх четырёх общепринятых, и исчезают, когда игра окончена[5].